# James Juvenal

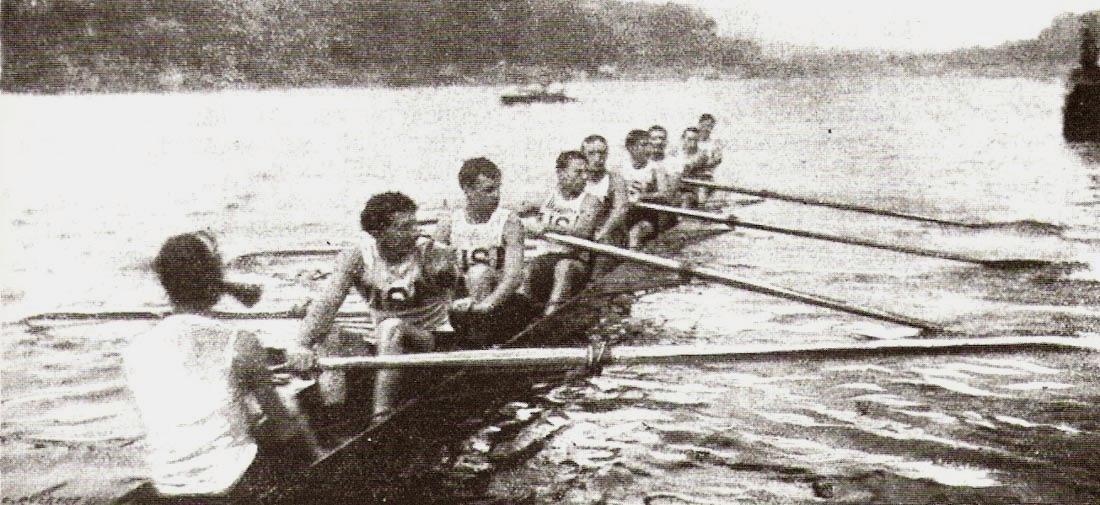
Equipo masculino de remo de ocho hombres en los Juegos Olímpicos de 1900

James Benner Juvenal –conocido como Jim Juvenal– (Filadelfia, 12 de enero de 1874-Filadelfia, 6 de noviembre de 1961) fue un deportista estadounidense que compitió en remo.
Participó en dos Juegos Olímpicos de Verano en los años 1900 y 1904, obteniendo dos medallas, oro en París 1900 y plata en San Luis 1904.

## Palmarés internacional
| Juegos Olímpicos | Juegos Olímpicos          | Juegos Olímpicos | Juegos Olímpicos |
| Año              | Lugar                     | Medalla          | Prueba           |
| ---------------- | ------------------------- | ---------------- | ---------------- |
| 1900             | París (Francia)           | Medalla de oro   | Ocho con timonel |
| 1904             | San Luis (Estados Unidos) | Medalla de plata | Scull individual |